# Semiramide riconosciuta

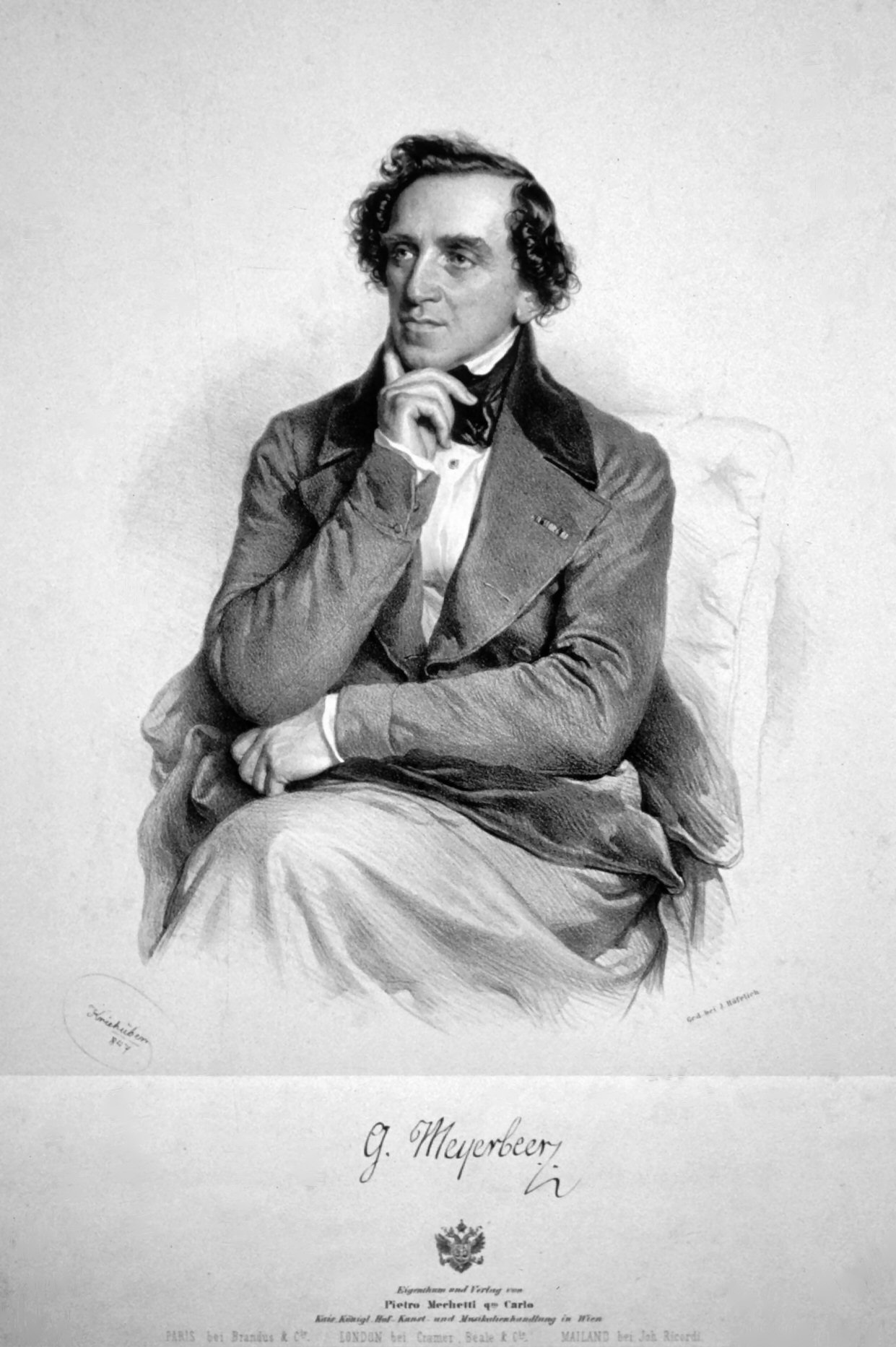
Giacomo Meyerbeer

Semiramide riconosciuta är en opera (dramma per musica) i två akter med musik av Giacomo Meyerbeer. Det var kompositörens femte opera och den andra som han komponerade för en teater i Italien. Texten var en bearbetning av ett redan existerande libretto av Pietro Metastasio som hade tonsatts av flera kompositörer. Operan hade premiär den 3 februari 1819 på Teatro Regio i Turin.

## Biografi
Meyerbeer föddes i Berlin av rika föräldrar och som ung hade han musikaliska ambitioner och for till Italien för att studera. Han påverkades och inspirerades av dåtidens ledande operakompositör Rossini och komponerade en opera i dennes stil, Romilda e Costanza, vilken sattes upp i Padua 1817. Tack vare stödet av sångerskan Carolina Bassi fick Meyerbeer möjlighet att komponera en opera till Turin och det nitto år gamla librettot Semiramide riconosciuta (presenterad i Turin som Semiramide) av Pietro Metasasio valdes för tillfället.
Metastasios libretti följde formen för opera seria, med passager av seccorecitativ åtföljda av soloarior för sångarna och innehöll få eller inga ensembler (duetter, trios, etc.) eller körer. 1729 års libretto till Semiramide riconosciuta av Metastasio hade runt trettio arior och hade redan tonsatts av flera kompositörer såsom Gluck, Antonio Salieri, Nicola Porpora med flera. Josef Myslivečeks version, Semiramide, framfördes 1766. 1819 hade musik- och teatersmaken förändrats och publiken krävde mer av operorna än en soloaria efter den andra, så librettot omarbetades av Lodovico Piossasco Feys till att inkludera duetter och ensembler, en lång final i första akten med ensembler och körer, allt enligt tidens smak, och de många dialogpassagerna i recitativen kortades ner.
Även om operan blev en succé vid premiären i Turin, så spelades den endast tre gånger. 1820 reviderades librettot ytterligare av Gaetano Rossi, med musikändringar av kompositören, och framfördes under titeln Semiramide riconosciuta i Bologna, med samma sångerska (Carolina Bassi) i titelrollen, till stor framgång.:60 Handlingen i operan är inte densamma som i Rossinis opera Semiramide (1823) med libretto av Rossi efter en pjäs av Voltaire, utan framställer den babylonska drottningen i ett tidigt stadium av hennes liv snarare än i slutet av det, såsom i Rossinis opera. Ingen handling bygger på historiska fakta.

## Personer

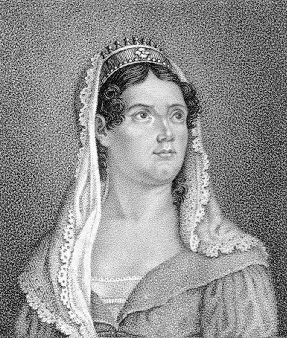
Carolina Bassi, som sjöng rollen som Semiramide

| Roller                                                      | Röststämma  | Premiärbesättning 3 februari 1819 |
| ----------------------------------------------------------- | ----------- | --------------------------------- |
| Semiramide, en babylonsk prinsessa                          | alt         | Carolina Bassi                    |
| Ircano, en skytisk prins                                    | tenor       | Claudio Bonoldi                   |
| Scitalce, en indisk prins, tidigare älskare till Semiramide | mezzosopran | Adelaide Dalman-Naldi             |
| Mirteo, Semiramides bror                                    | bas         | Raimondo Onesti                   |
| Tamiri, prinsessa av Baktrien                               | sopran      | Teresa Cantarelli                 |
| Sibari, förälskad i Semiramide                              | tenor       | Ludovico Bonoldi                  |

## Handling
Förklädd till man styr den babylonska prinsessan Semiramide över Assyrien. När prinsessan Tamiri tvingas välja en man bland tre kandidater sätter det igång en kedjereaktion av händelser som såsmåningom leder fram till att Semiramide återförenas med sin älskade Scitalce och hennes rival Sibari avslöjas som skurk.

### Akt 1
Prinsar och ivriga friare från när och fjärran har samlats i Babylon för att prinsessan Tamiri ska välja en make. Bland de samlade finns Semiramide, som styr över Assyrien förklädd till sin egen son. När Semiramides make dog beslöt hon att gömma sin svage son Nino i palatset och övertog hans identitet. Bland friarna finns Semiramides bror Mirteo och Semiramides förre uppvaktare Scitalce. För flera år sedan lurade Sibari Scitalce att Semiramide hade varit honom otrogen och kastat sig i floden. Men Semiramide överlevde utan att Scitalce visste om det. Sibari är också närvarande och känner igen Semiramide trots förklädnaden.

### Akt 2
Tamiri känner sig tvingad att välja Scitalce som make, men Semiramide älskar honom fortfarande. Hon avslöjar sig och förklarar att hon klädde ut sig för landets bästa snarare än att låta sin oförmögne son regera. Semiramide förlåter Scitalce och tillbakavisar Sibaris förräderi. Semiramide gifter sig med Scitalce och Tamiri med Mirteo.

## Mottagande och uppförandehistorik
Den första föreställningen, under titeln Semiramide, skedde i närvaro av kungaparet av Sardinien. En recension några dagar senare prisade sångarna och särskilt Carolina Bassi, både för hennes sång och skådespeleri. Recensionen konstaterade också att Meyerbeers verk var ett av de finaste exemplen på italiensk musik "även om kompositören själv inte är italienare." Operan spelades två gånger i Turin och reviderades senare både vad gällde text och musik och framfördes 1820 i Bologna under namnet Semiramide riconosciuta (till skillnad från originalets Semiramide) då både verket och Bassi åter fick ett entusiastiskt mottagande. Föreställningar på festivalen Rossini in Wildbad i Tyskland 2005 var förmodligen den första sedan Meyerbeers tid.

## Musiken
Sångarna i de ledande rollerna var firade virtuossångare av Rossinis musik och operan innehåller många bravurpassager för dem. Ovanligt nog är både titelrollen och hennes älskade Scitalce skrivna för låga kvinnoröster och dessutom är båda "byxroller" (rollen som Scitalce är skriven för en kvinna som spelar man och Semiramide är förklädd till man ända fram till slutet av verket). Kören består bara av män, så som var kutymen i många italienska operahus på den tiden. Rondot för titelrollen, ett tema med variationer och inlägg av kören, i slutet av första akten blev operans mest berömda stycke. Det innehåller omfattande partier för harpa i kombination med sångarens röst, endast ett fåtal år efter att kompositören Simon Mayr hade använt harpa i en italiensk orkester för första gången.